# Igreja de Santa Ana (Beira)

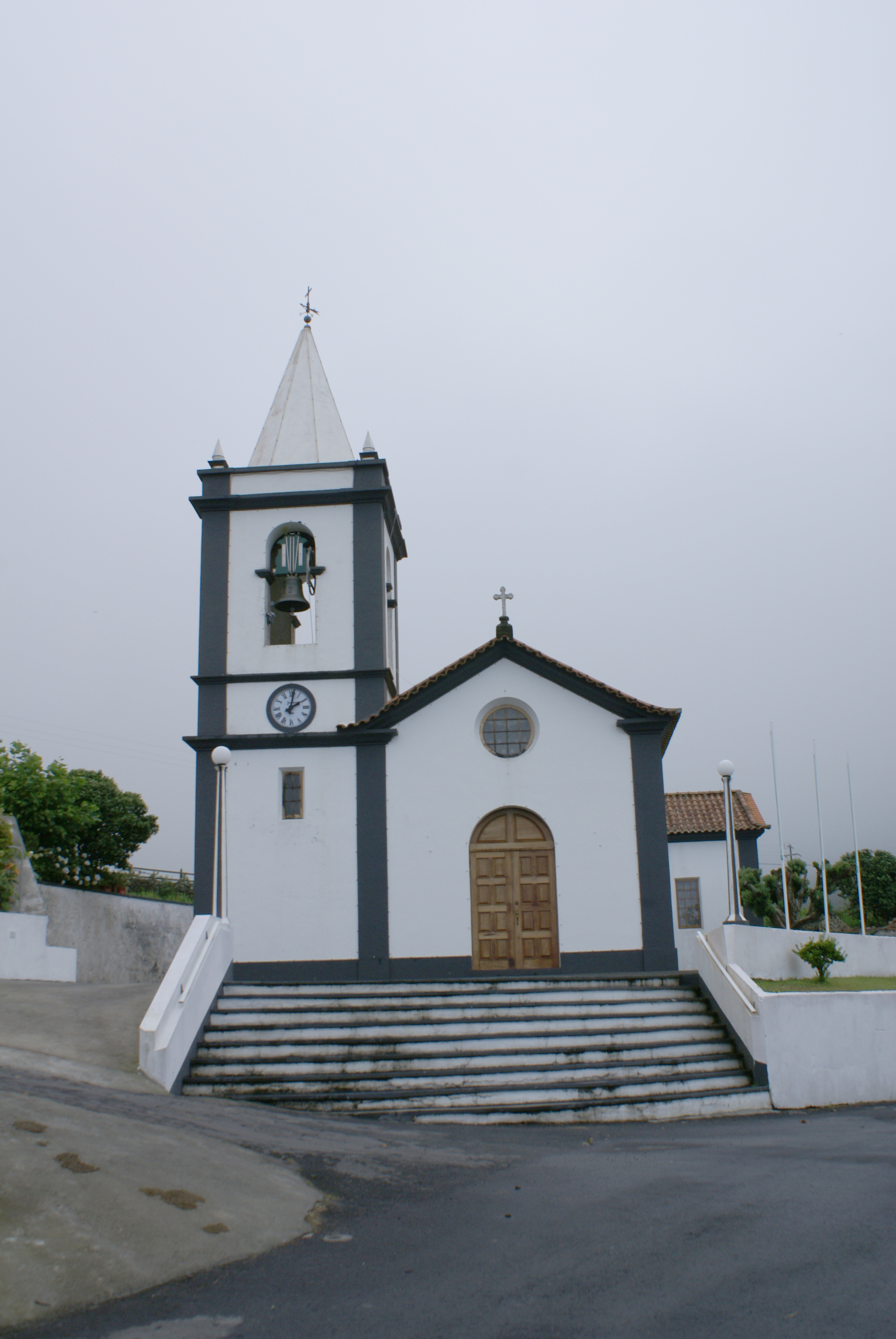
Igreja de Santa Ana, Beira, Velas.

A Igreja de Santa Ana é uma igreja Portuguesa, localizada no povoado da Beira, concelho de Velas.
Esta igreja foi dedicada à evocação de Santa Ana e apresenta-se edificada alvenaria e pintada a cal de cor branca e cinza. Apresenta uma torre sineira lateral à esquerda do edifício principal dotada de sino e de relógio. Apresenta uma Cruz sobre a porta central.